# Kleniewo
Kleniewo – wieś sołecka w Polsce położona w województwie mazowieckim, w powiecie płockim, w gminie Bielsk.
Do 1948 roku istniała gmina Kleniewo. W latach 1975–1998 miejscowość administracyjnie należała do województwa płockiego. 1 stycznia 2003 będące dotychczasową częścią wsi Kleniewo-Kolonia zostało zlikwidowane jako osobna miejscowość.